# Großberghofen (Erdweg)
Koordinaten: 48° 19′ 15,1″ N, 11° 18′ 54,9″ O
Großberghofen ist ein Ortsteil der Gemeinde Erdweg im Landkreis Dachau (Bayern). Das Dorf hat ca. 1000 Einwohner.

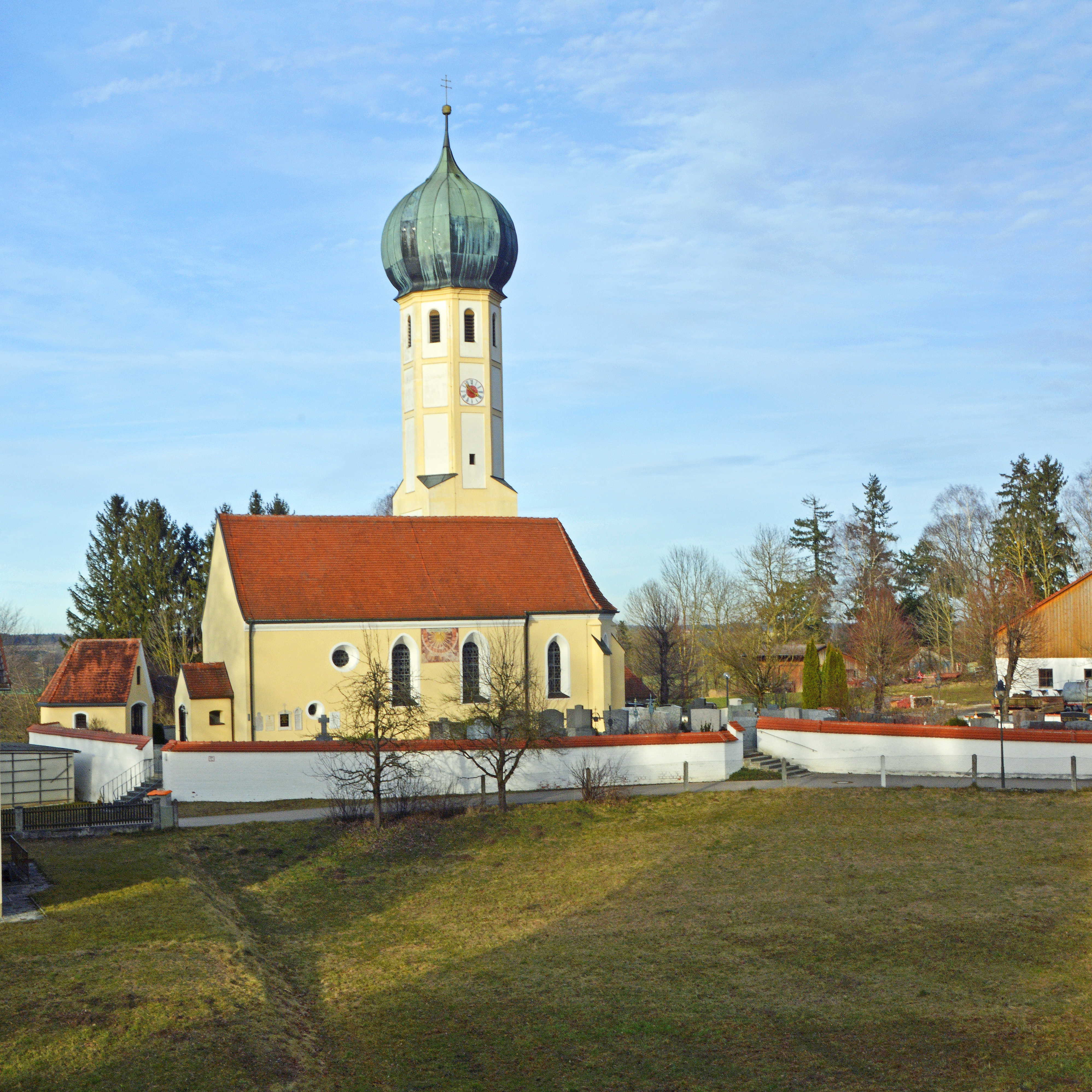
Kath. Kirche St. Georg

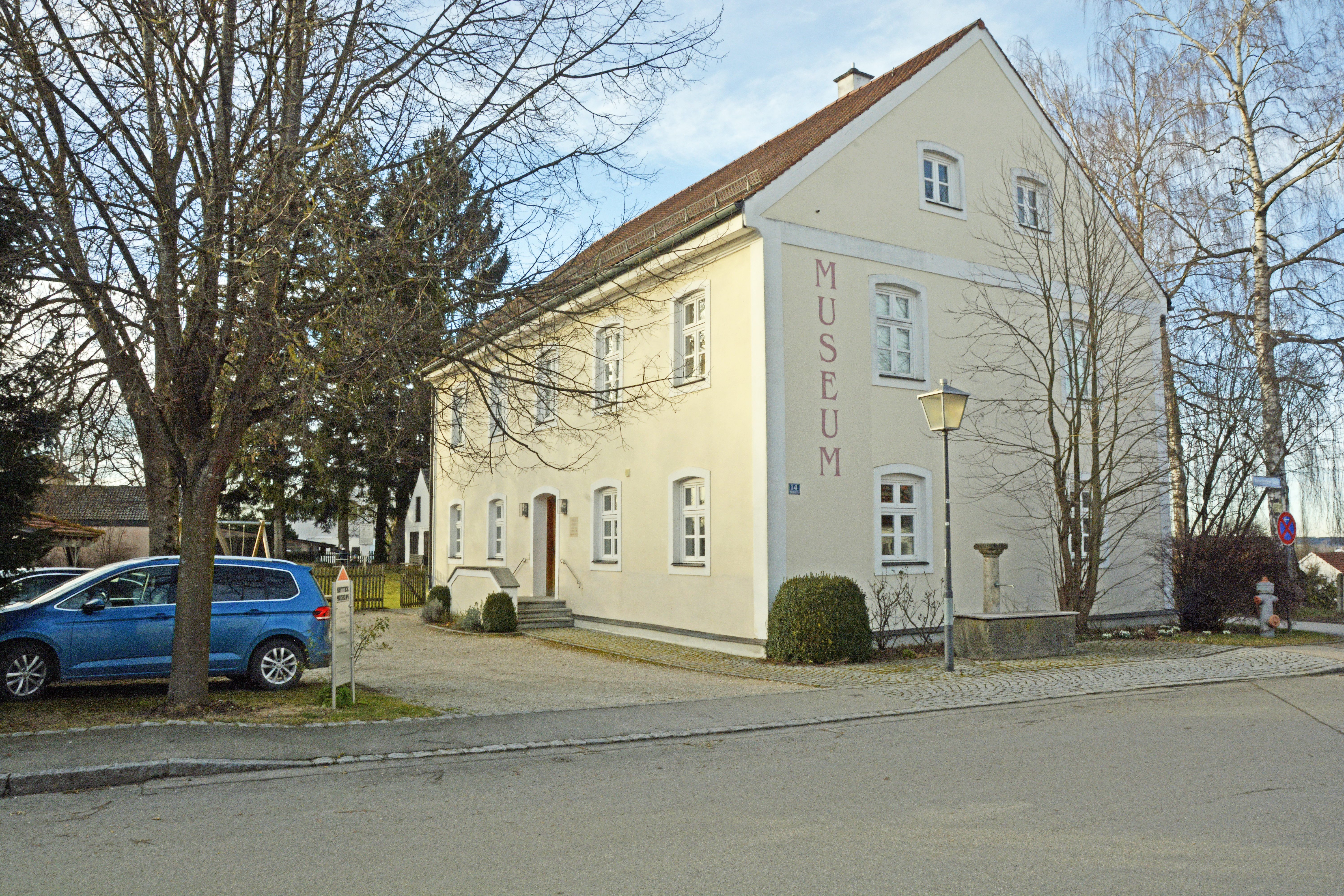
Hutter-Museum (ehemaliger Pfarrhof)

## Geographie
Das Kirchdorf Großberghofen befindet sich etwa einen Kilometer südöstlich von Erdweg an der St 2047. Im Norden von Großberghofen entspringt der Dorfbach, der über den Riensbach in die Glonn entwässert.

## Sehenswürdigkeiten
- Katholische Pfarrkirche St. Georg: im Kern romanisch, spätgotisch und barock überarbeitet;[1]
- Hutter-Kapelle: Lourdes-Kapelle nördlich von Großberghofen;[2]
- Hutter-Museum: ehemaliges Expositur-Haus um 1860/70 (siehe Pfarrhaus Großberghofen (Erdweg));[3]

## Persönlichkeiten
- Vitus Pichler (1670–1736), Jesuit, Kirchenrechtler und Kontroverstheologe